# Шефки Кући
Шефки Кући (алб. Shefki Kuqi; Вучитрн, 10. новембар 1976) фински је бивши фудбалер који је углавном играо на позицији нападача.

## Детињство и младост
Своју омладинску каријеру је у Трепчи и одиграо је неколико утакмица за омладински тим, али су се он и његова породица касније преселили у Финску као имигранти.

## Приватни живот
Рођен је у Вучитрну, у тадашњој СФР Југославији. Његов старији брат је требало да оде у војску, што је навело његову породицу да емигрира у Финску, где им је одобрен азил. Старији је брат Њазија и Алберта, као и рођак Даута Кућија. У интервјуу у децембру 2017. открио је да навија за енглески клуб Манчестер јунајтед највише због Алекса Фергусона.